# Болм ла Рош
Болм ла Рош (фр. Baulme-la-Roche) насеље је и општина у источном делу централне Француске у региону Бургоња, у департману Златна обала која припада префектури Дижон.
По подацима из 2011. године у општини је живело 109 становника, а густина насељености је износила 16,29 становника/km². Општина се простире на површини од 6,69 km². Налази се на средњој надморској висини од 450 метара (максималној 596 m, а минималној 360 m).

## Демографија
| 1962. | 1968. | 1975. | 1982. | 1990. | 1999. | 2011. |
| ----- | ----- | ----- | ----- | ----- | ----- | ----- |
| 92    | 106   | 77    | 88    | 100   | 118   | 109   |

График промене броја становника у току последњих година